# Džamal Paša
Džamal Paša (celým jménem Ahmed Cemal Paša, turecky Ahmet Cemal Paşa, 6. května 1872, Mytiléna – 21. července 1922, Tbilisi) byl osmanský vojenský vůdce, ministr námořnictva a člen triumvirátu, známého jako Tři pašové, který vládl Osmanské říši během první světové války. Předtím působil mimo jiné jako starosta Istanbulu.
Na podzim 1918 musel uprchnout z Turecka spolu se svými spoluvládci Talatem a Enverem, kde byli všichni tři poté v nepřítomnosti odsouzeni k trestu smrti.
Zemřel při atentátu, který na něj v Tbilisi v rámci operace Nemesis spáchali členové Arménské revoluční federace za jeho podíl na genocidě Arménů během první světové války. Jeho ostatky byly poté převezeny do východotureckého města Erzurum, kde je pohřben.
Byl nositelem vojenské verze vyznamenání Pour le Mérite.